# 毘曇部 (大正蔵)
毘曇部（びどんぶ）とは、大正新脩大蔵経において、部派仏教、より具体的には「説一切有部」の論書（アビダルマ, 阿毘達磨, 毘曇）をまとめた領域のこと。
『六足論』『発智論』『大毘婆沙論』『倶舎論』『順正理論』などが含まれる。
第13番目の部であり、収録されている経典ナンバーは1536から1563まで。巻数では26巻（後半）から29巻までに相当する。

## 構成

### 巻別
- 毘曇部 （一） 第26巻 - No.1536-1544
- 毘曇部 （二） 第27巻 - No.1545
- 毘曇部 （三） 第28巻 - No.1546-1557
- 毘曇部 （四） 第29巻 - No.1558-1563

### 詳細
毘曇部 （一） 第26巻 - No.1536-1544
- 1536.『阿毘達磨集異門足論』
- 1537.『阿毘達磨法蘊足論』
- 1538.『施設論』
- 1539.『阿毘達磨識身足論』
- 1540.『阿毘達磨界身足論』
- 1541.『衆事分阿毘曇論』
- 1542.『阿毘達磨品類足論』
- 1543.『阿毘曇八犍度論』
- 1544.『阿毘達磨発智論』

毘曇部 （二） 第27巻 - No.1545
- 1545.『阿毘達磨大毘婆沙論』

毘曇部 （三） 第28巻 - No.1546-1557
- 1546.『阿毘曇毘婆沙論』
- 1547.『鞞婆沙論』
- 1548.『舎利弗阿毘曇論』
- 1549.『尊婆須蜜菩薩所集論』
- 1550.『阿毘曇心論』
- 1551.『阿毘曇心論経』
- 1552.『雑阿毘曇心論』
- 1553.『阿毘曇甘露味論』
- 1554.『入阿毘達磨論』
- 1555.『五事毘婆沙論』
- 1556.『薩婆多宗五事論』
- 1557.『阿毘曇五法行経』

毘曇部 （四） 第29巻 - No.1558-1563
- 1558.『阿毘達磨倶舎論』
- 1559.『阿毘達磨倶舎釈論』
- 1560.『阿毘達磨倶舎論本頌』
- 1561.『倶舎論実義疏』
- 1562.『阿毘達磨順正理論』
- 1563.『阿毘達磨蔵顕宗論』